# Eslovenia en los Juegos Paralímpicos de Turín 2006
Eslovenia estuvo representada en los Juegos Paralímpicos de Turín 2006 por un deportista masculino. El equipo paralímpico esloveno no obtuvo ninguna medalla en estos Juegos.